# 吉姆·卡梅伦
吉姆·卡梅伦（英語：Jim Cameron，？—），新西兰男子水球运动员。他曾代表新西兰国家队参加1950年大英帝国运动会水球比赛，获得一枚银牌。